# منتخب تونس لكرة السلة
منتخب تونس لكرة السلة (بالفرنسية: Équipe de Tunisie de basket-ball)‏ هو المنتخب الذي يجمع أفضل اللاعبين التونسيين في لعبة كرة السلة. تشرف على المنتخب الجامعة التونسية لكرة السلة.

في 2011، ولأول مرة في تاريخه، فاز المنتخب بطولة أمم أفريقيا لكرة السلة وترشح لأولمبياد لندن 2012.

## التاريخ
خلافا للرياضات الجماعية الأخرى لم يتمكن منتخب كرة السلة التونسي من فرض هيمنته على المستوى الإقليمي.

وصل للنهائي القاري في بطولة أفريقيا 1965، احرز المركز الثالث أربعة مرات والمركز الرابع مرتين.

ترشح المنتخب التونسي إلى نهائيات كاس العالم 2010 بتركيا وقد لعب مع منتخبات قوية مثل الولايات المتحدة، سلوفينا، إيران، البرازيل وكرواتيا. وقد انهزم المنتخب في جميع المبارايات لكنه ظهر بوجه طيب يبشر بمستقبل زاهر للعبة كرة السلة التونسية.

و في 2011 حاز المنتخب التونسي لكرة السلة على كأس أفريقيا لكرة السلة لأول مرّة وفي 2017 فاز بكأس أفريقيا لكرة السلة للمرة الثانية وفي 2021 فاز كذلك بكأس أفريقيا لكرة السلة للمرة الثالثة.

## المشاركات
تونس، لم تكن في العادة ذات إشعاع في بطولة أمم أفريقيا لكرة السلة، وذلك لو استثنينا فترة 1965 - 1974، أين صعدت ثلاث مرات على منصة التتويج، حيث أنها دائما ما تتحصل على المراكز بين المركز الرابع والثامن.

ولكن في السنوات الأخيرة، تألق المنتخب التونسي جيدا حيث ترشح  لبطولة كأس العالم لكرة السلة 2010، وفاز ببطولة أمم أفريقيا لكرة السلة 2011 وبطولة أمم أفريقيا لكرة السلة 2017 وبطولة أمم أفريقيا لكرة السلة 2021، وترشح للألعاب الأولمبية الصيفية 2012 وتحصل على المرتبة الثالثة في بطولة أمم أفريقيا لكرة السلة 2009 و بطولة أمم أفريقيا لكرة السلة 2015 والذي نظمته تونس.
| الألعاب الأولمبية | كأس العالم | بطولة أفريقيا | الألعاب الأفريقية | البطولة العربية لكرة السلة |
| - 1936: لم تترشح - 1948: لم تترشح - 1952: لم تترشح - 1956: لم تترشح - 1960: لم تترشح - 1964: لم تترشح - 1968: لم تترشح - 1972: لم تترشح - 1976: لم تترشح - 1980: لم تترشح - 1984: لم تترشح - 1988: لم تترشح - 1992: لم تترشح - 1996: لم تترشح - 2000: لم تترشح - 2004: لم تترشح - 2008: لم تترشح - 2012: المركز 11 - 2016: لم تترشح - 2020: لم تبدأ | - 1950: لم تترشح - 1954: لم تترشح - 1959: لم تترشح - 1963: لم تترشح - 1967: لم تترشح - 1970: لم تترشح - 1974: لم تترشح - 1978: لم تترشح - 1982: لم تترشح - 1986: لم تترشح - 1990: لم تترشح - 1994: لم تترشح - 1998: لم تترشح - 2002: لم تترشح - 2006: لم تترشح - 2010: خرجت من الجولة الأولى - 2014: لم تترشح - 2019: المركز 20 | - 1964: المركز 4 - 1965: - 1968: لم تترشح - 1970: - 1972: المركز 5 - 1974: - 1975: المركز 5 - 1978: لم تترشح - 1980: لم تترشح - 1981: المركز 7 - 1983: لم تترشح - 1985: المركز 8 - 1987: المركز 7 - 1989: المركز 8 - 1992: المركز 7 - 1993: المركز 8 - 1995: لم تترشح - 1997: لم تترشح - 1999: المركز 5 - 2001: المركز 4 - 2003: المركز 6 - 2005: المركز 8 - 2007: المركز 6 - 2009: - 2011: البطل - 2013: المركز 9 - 2015: - 2017: البطل - 2021: البطل | - 1965: لم تترشح - 1973: البطل - 1978: - 1987: لم تترشح - 1991: لم تترشح - 1995: لم تترشح - 1999: لم تترشح - 2003: لم تترشح - 2007: المركز 10 - 2011: لم تترشح - 2015: لم تبدأ | - 1974: - 1975: - 1978: - 1981: البطل - 1983: البطل - 1985: - 1987: - 1989: - 1991: - 1992: - 1994: - 1997: - 1999: - 2000: - 2002: - 2005: - 2007: - 2008: البطل - 2009: البطل - 2010: - 2011: المركز 4 (أو 2011 في إطار الألعاب العربية) - 2015: لم تشارك - 2017: لم تشارك - 2018: لم تشارك - 2022: |

## المدربين
عدم استقرار نتائج المنتخب ساهم في تغيير مدربي الفريق والجهاز والإدارة الفنية، لذلك فإن المدربين على رأس الفريق منذ الاستقلال كانوا متعددين جدا، وهم:
| - 1957 - 1959: حمادي إدريس - 1960 - 1961: غريفث - 1961 - 1962: برهان الرايس - 1961 - 1962: الأمين قلال - 1962 - 1963: ميودراج ستيفانوفيتش - 1963 - 1965: برهان الرايس - 1965 - 1966: فالينسكي - 1966 - 1967: فاهرتي - 1967 - 1968: كاتارينسكي - 1968 - 1971: إيغور توسيغل - 1971 - 1971: فاسلاف كراسا - 1971 - 1972: بيل سويك - 1972 - 1978: محمد السنوسي - 1978 - 1979: خالد السنوسي - 1979 - 1981: محمد السنوسي - 1981 - 1981: خالد السنوسي - 1982 - 1983: محمد الزوالي | - 1983 - 1987: يوري فيليغورا - 1988 - 1990: رضا لعبيدي - 1990 - 1991: محمد السنوسي - 1991 - 1992: خالد السنوسي - 1992 - 1994: محمد الزوالي - 1994 - 1996: إيغور توسيغل - 1997 - 1998: خوان مانويال مونسلاف - 1998 - 1999: مصطفى بوشناق - 1999 - 2000: زوران زوبتزيفيتش - 2000 - 2001: فرانسيس جوردان و منير بن سليمان - 2001 - 2002: عادل التلاتلي - 2002 - 2003: ماريجان نوفوفيتش - 2004 - 2004: وليد غربي - 2004 - 2016: عادل التلاتلي - 2016 - 2020: ماريو بالما - 2020 - 2022: ديرك بورمان - 2022 - الأن: إيرمان كونتر |

## مقالات ذات صلة
- منتخب تونس لكرة السلة
- منتخب تونس لكرة السلة للمحليين
- منتخب تونس لكرة السلة للسيدات
- منتخب تونس تحت 20 سنة لكرة السلة
- منتخب تونس تحت 19 سنة لكرة السلة
- منتخب تونس تحت 17 سنة لكرة السلة
- منتخب تونس تحت 20 سنة لكرة السلة للسيدات
- منتخب تونس تحت 19 سنة لكرة السلة للسيدات
- منتخب تونس تحت 17 سنة لكرة السلة للسيدات
- منتخب تونس لكرة السلة 3x3
- منتخب تونس تحت 23 سنة لكرة السلة 3x3
- منتخب تونس تحت 18 سنة لكرة السلة 3x3
- منتخب تونس لكرة السلة 3x3 للسيدات
- منتخب تونس تحت 23 سنة لكرة السلة 3x3 للسيدات
- منتخب تونس تحت 18 سنة لكرة السلة 3x3 للسيدات
- الجامعة التونسية لكرة السلة

## روابط خارجية
- الموقع الرسمي للجامعة التونسية لكرة السلة.